# Ново Село (Кичево)
Ново Село (мкд. Ново Село) је насеље у Северној Македонији, у западном делу државе. Ново Село припада општини Кичево.

## Географија
Насеље Ново Село је смештено у западном делу Северне Македоније. Од најближег већег града, Кичева, насеље је удаљено 18 km североисточно.
Рељеф: Ново Село се налази у горњем делу историјске области Кичевија. Село је положено високо, на западним висовима планине Человица, а изнад Кичевског поља на западу. Надморска висина насеља је приближно 1.040 метара.
Клима у насељу је планинска због знатне надморске висине.

## Становништво
По попису становништва из 2002. године, Ново Село је имало 143 становника.
Претежно становништво у насељу су Албанци (98%), а остало су етнички Македонци.
Већинска вероисповест у насељу је ислам.

### Породице
- Македонске породице - први насељеници: Јаковљевићи (мкд. Јаковчевци) (10 кућа), Наумовићи (мкд. Наумовци) (3 куће) и Стојковићи (мкд. Стојковци) (1 кућа) - свима је заједнички предак Богдан, који је био и оснивач Новог села. Порекло им је из неког од села из области Прилепа. Овде су се доселили крајем 18.тог века. Из сећања Штерја (старог 75. година у 1961. години) од Никола-Јаковче-Марко-Богдана (који је основао село).
- Албанскe породице - први насељеници: Балажовци (24 куће) и Коруновци (11 кућа.) потичу из области Матија (Албанија). Прво се доселила породица Балажовци, која постоји и у местима Србица и Црвивци, и потиче од три брата.[1]